# Tovaria pendula
Tovaria pendula är en tvåhjärtbladig växtart som först beskrevs av Carl Ernst Otto Kuntze, och fick sitt nu gällande namn av Hipólito Ruiz López och Pav.. Tovaria pendula ingår i släktet Tovaria och familjen Tovariaceae. Inga underarter finns listade i Catalogue of Life.

## Bildgalleri

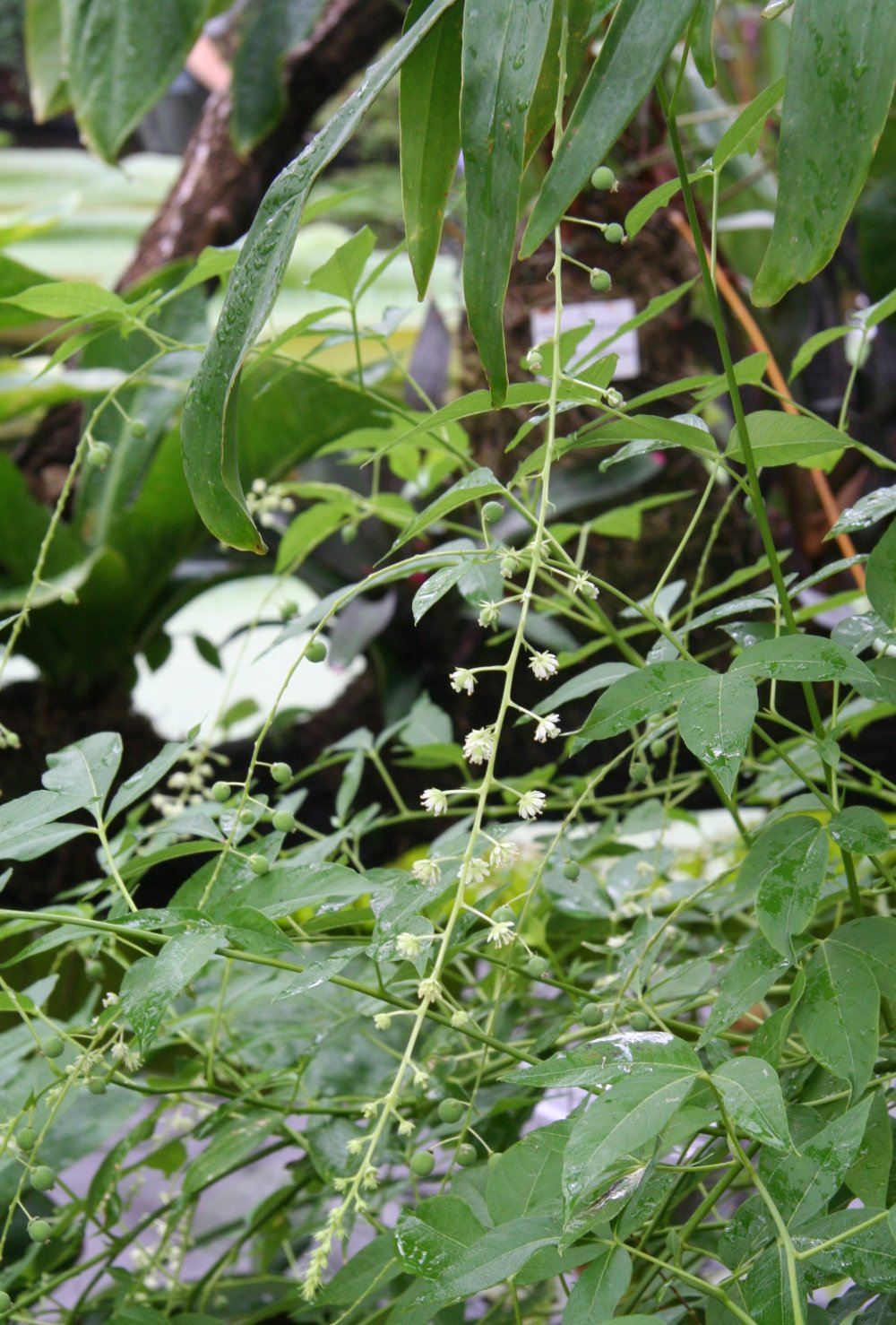
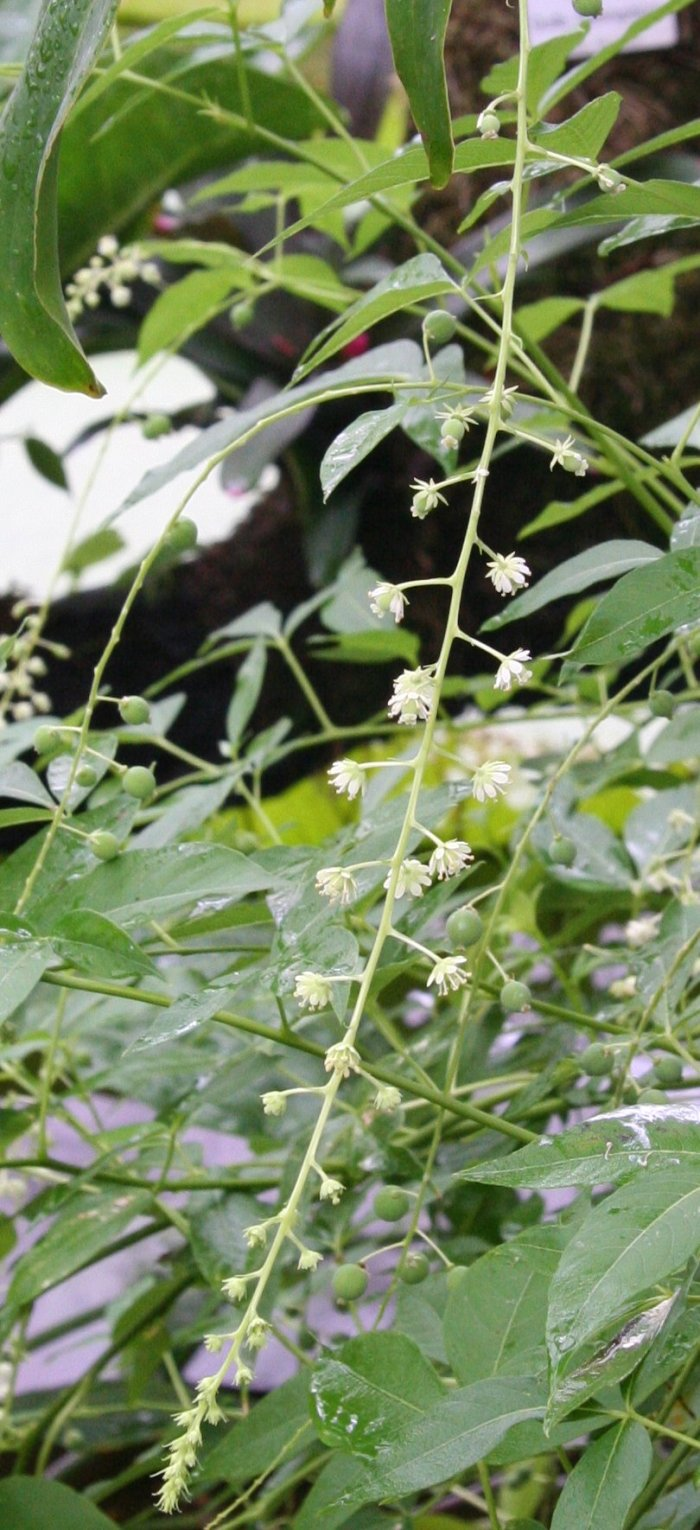
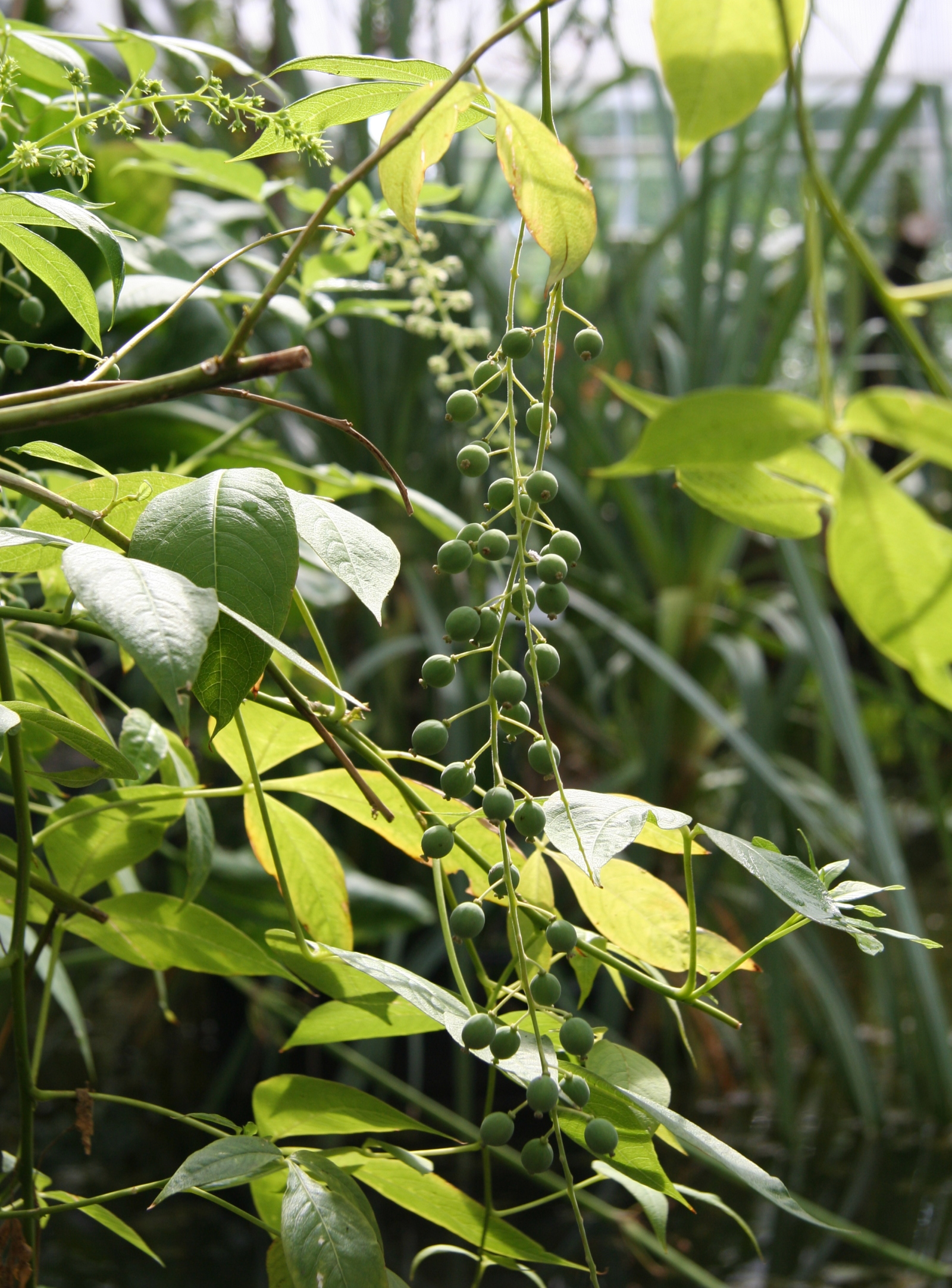
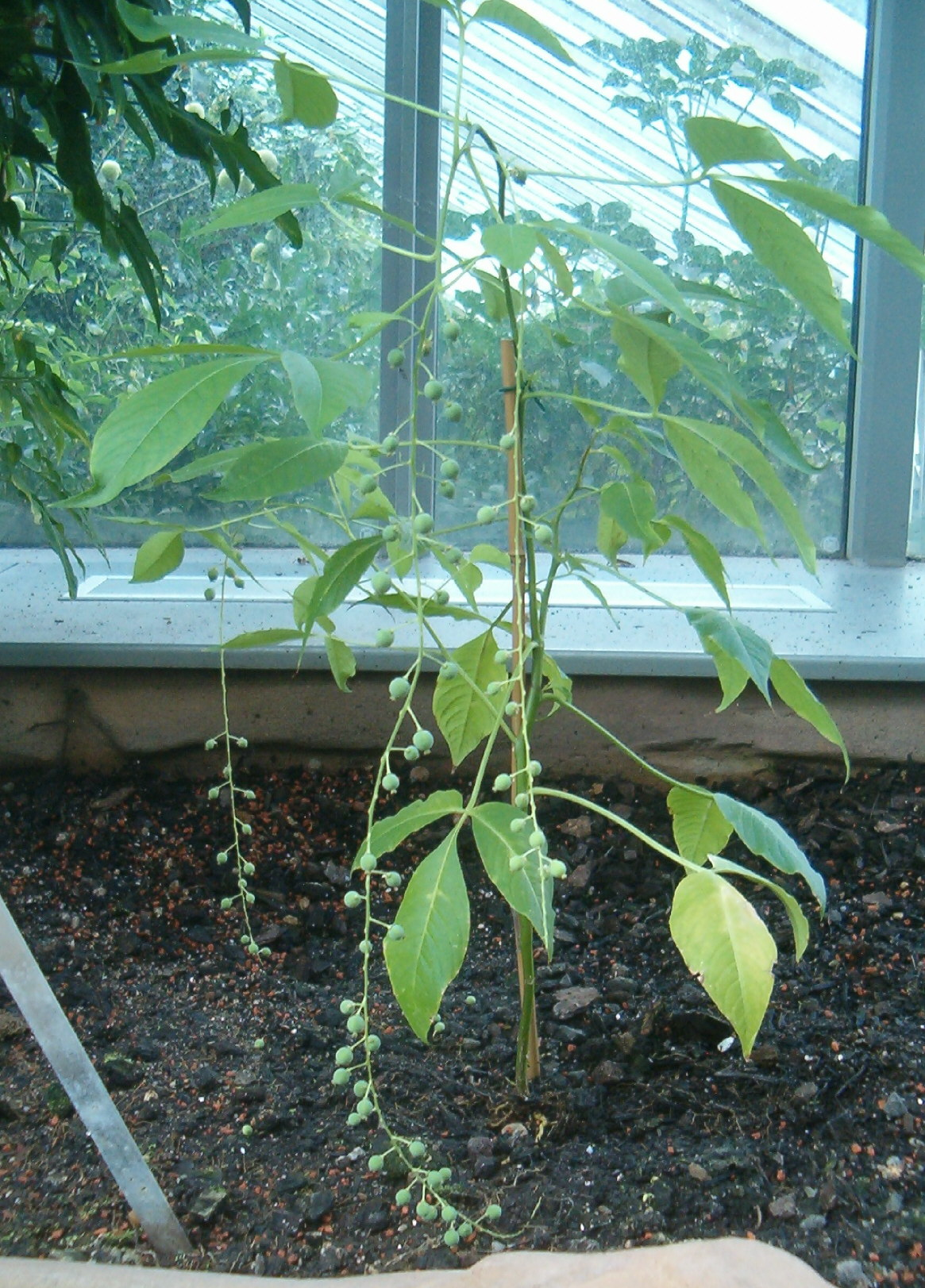
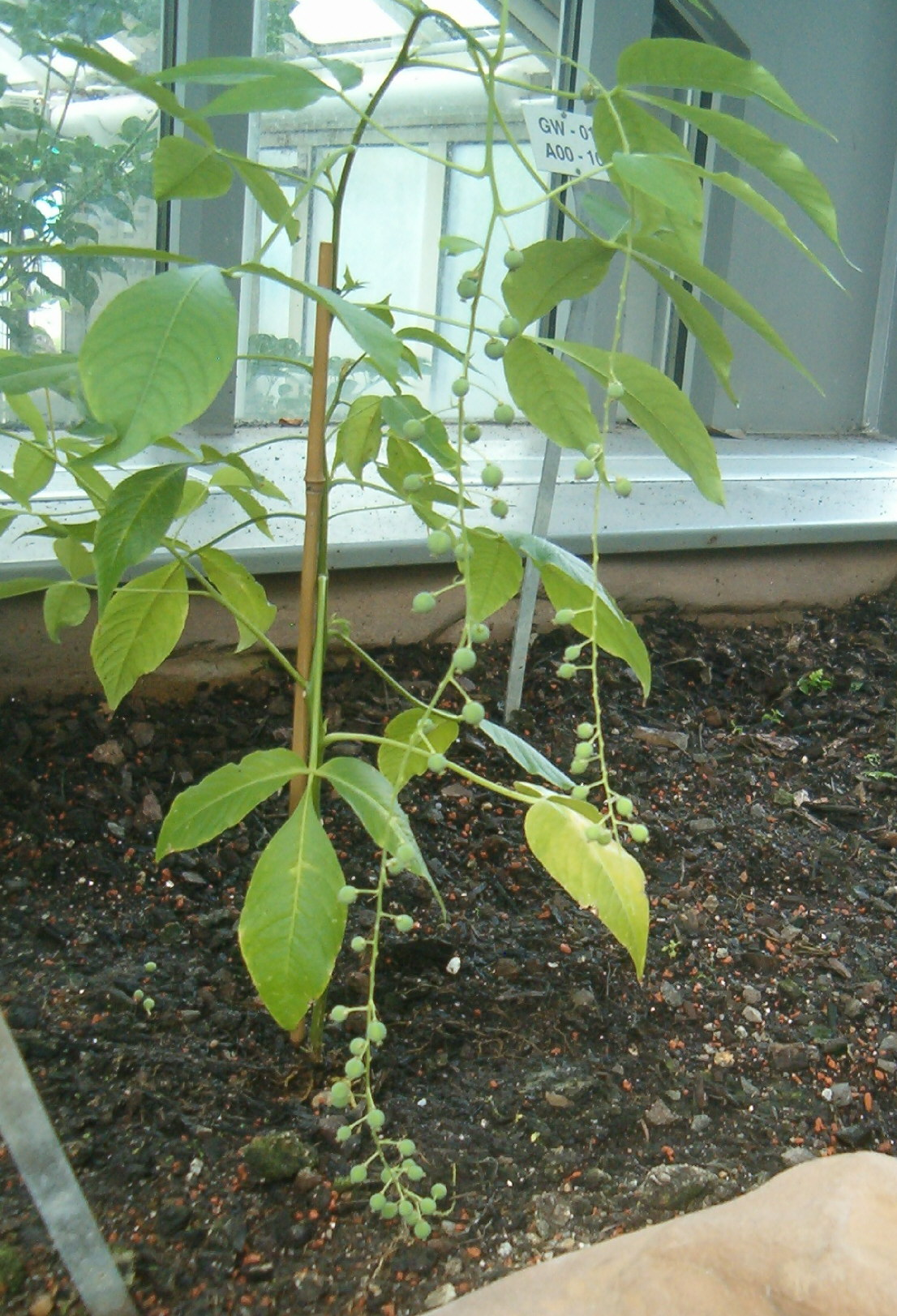
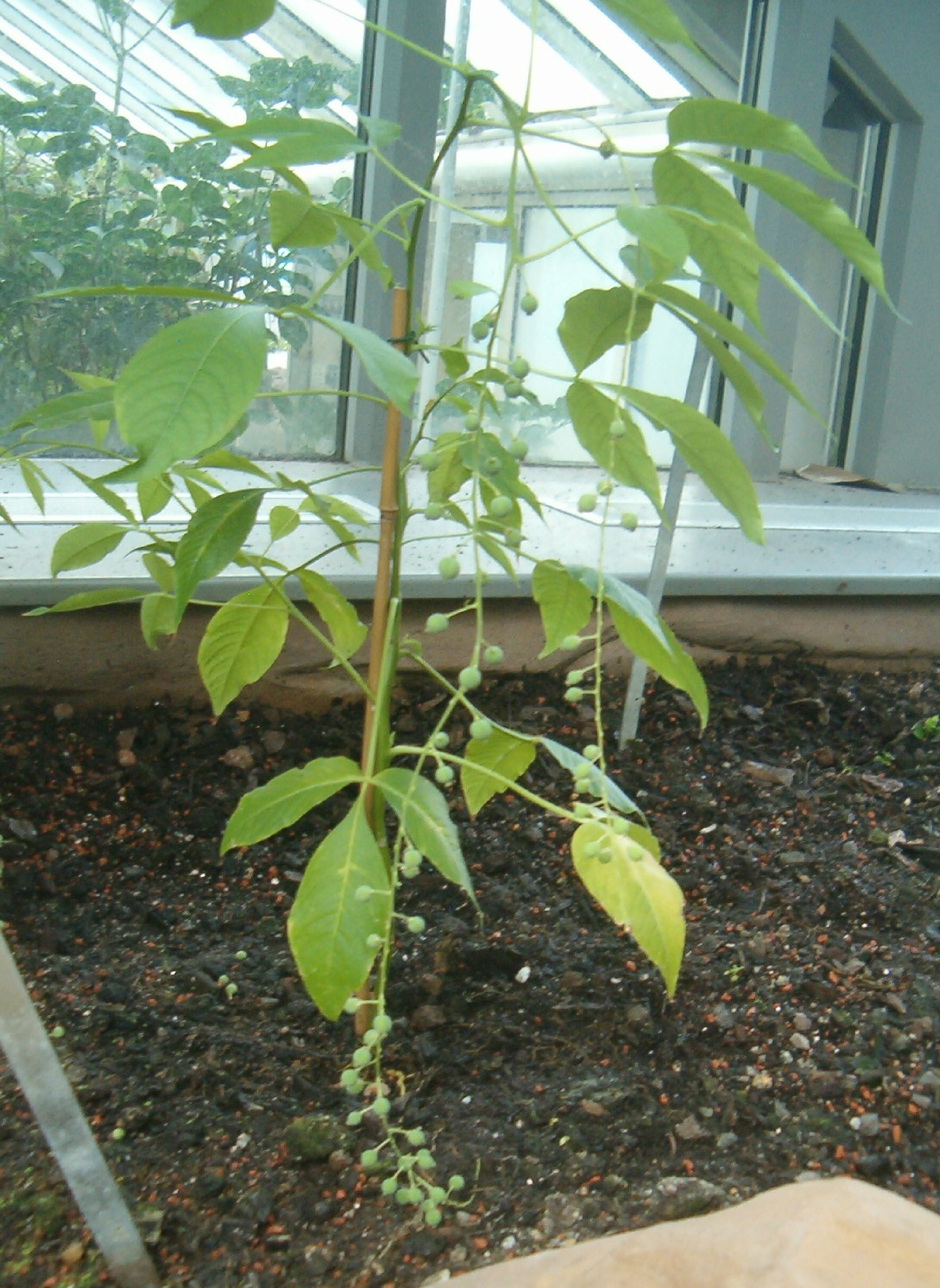